# Maarten Cieremans

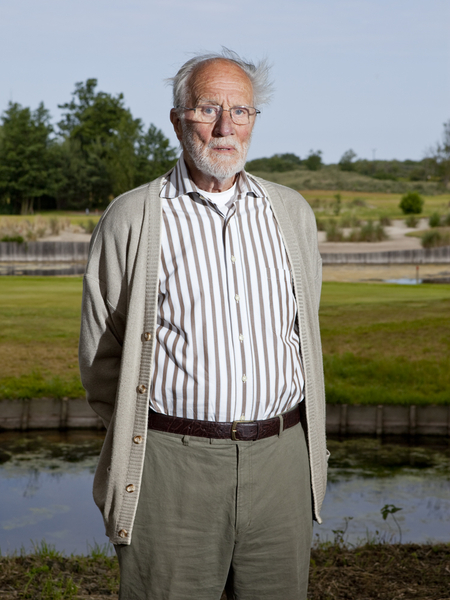
Maarten Cieremans

Maarten Cieremans (Haarlem, 10 juli 1922 – Wassenaar, 4 oktober 2014) was een Nederlands Engelandvaarder en geheim agent.
Hij vertrok in 1943 naar Engeland en werd later weer in bezet Nederland als geheim agent gedropt.

## Tweede Wereldoorlog
Cieremans vertrok op 1 juli 1943 samen met twee anderen uit Arnhem op Engelandvaart. Een van hen keerde terug vanuit Zwitserland naar Nederland, alwaar hij onder verdenking van collaboratie werd geëxecuteerd door het Arnhemse Verzet. Cieremans en de andere reisgenoot, Ewoud Doerrleben, zaten in het Kamp Les Enfers. Nadat op 8 september 1943 Italië had gecapituleerd, zorgden ze ervoor dat ze een verlofpasje kregen en op 11 september gingen ze langs het Meer van Lugano naar Italië. Ze liepen wekenlang zuidwaarts door de Apennijnen richting Sicilië, waar de Geallieerden waren geland. Onderweg werden ze voortgeholpen door de gastvrije boerenbevolking en rondtrekkende partizanen, maar ook af en toe door Duitsers opgepakt. Ten slotte liepen ze vast aan het front bij Napels, waarop ze hun reis vervolgden naar Rome. Asielaanvragen bij Vaticaan werden tweemaal afgewezen door Paus Pius XII, die ooit het leger van Mussolini had gezegend.
Ze overleefden dankzij de hulp van Romeinse burgers en Nederlandse geestelijken, tot de geallieerde landingen bij Anzio, waarna ze opnieuw vergeefs trachtten door het front te gaan. Terug in de eeuwige stad werden ze door een Canadese kardinaal per Rolls-Royce naar een veilig priestercollege in Monte Mario gebracht.
Toen Rome op 4 juni 1944 werd bevrijd door de Amerikanen, konden ze op voorspraak van Hugh Montgomery, neef van de veldmaarschalk en Brits Ambassadesecretaris in het Vaticaan, uiteindelijk met een Brits troepenschip vanuit Napels vertrekken. Op 10 juli 1944, Cieremans' 22e verjaardag, bereikten ze Glasgow.
Nadat ze in Londen waren verhoord, werd Cieremans opgeleid tot vrijwillig SOE-agent en op 21 september 1944 keerde hij per parachute terug in Nederland. Hij werd in Rotterdam ontvangen door de landelijke KP-Commandant Frank van Bijnen en een van diens koeriersters Jantje Sissingh, zijn latere eerste vrouw, die jong is overleden. Hij had opdracht om de Rotterdamse dokken te behoeden voor vernieling, maar deze waren voor zijn aankomst al opgeblazen. Londen seinde toen de legendarische woorden: Act according to the circumstances. Cieremans sloot zich daarop aan bij het Verzet om onder andere wapendroppings en transporten te organiseren, waarbij hij van Londen carte blanche kreeg.
Het Special Operations Executive gaf Cieremans de codenaam Cubbing, maar hij gebruikte diverse andere namen, zoals in Engeland Maarten Coenders en Ben Coenen en terug in Nederland Ben en Max. De Duitse Sicherheitsdienst (SD) raakte hierdoor in verwarring en besefte niet dat Ben en Max dezelfden waren. De beruchte SD-officier H.K.O. Haubrock meende dat hij terug was naar Engeland.
Op 22 november 1944 ontsnapte hij op het nippertje aan arrestatie in Utrecht, in het gebouw van de Kamer van Koophandel. Een tiental arrestanten, waaronder zijn collega (Witte) Dirk Postma, werden wreed vermoord. Alhoewel hij daarna in de gelegenheid werd gesteld terug te gaan naar Engeland, besloot hij uiteindelijk toch maar in Nederland bij het Verzet te blijven. Eerst in Apeldoorn en later vooral rond Utrecht. Met een drietal kameraden, Bob Vree (radio-operator), Bert van de Beek (KP-er) en Meta Wildbergh (koerierster), vervulde hij zijn opdracht: handel naar bevind van zaken. Zij zwierven van adres naar adres in voortdurend contact met het Commando van het Verzet Gewest Midden-Nederland en het Londense homestation. Aan het Betuwefront gaven ze bijvoorbeeld vanuit de molen bij Beesd berichten door aan de Canadezen aan de overkant van de Waal. De resultaten lieten meestal niet lang op zich wachten. Nieuwe droppingsterreinen werden in gebruik genomen, waardoor het oorlogsarsenaal van de gereedstaande Binnenlandse Strijdkrachten steeds dreigender werd: tonnen springstoffen, wapens en munitie lagen her en der verstopt, klaar voor gebruik. De Duitsers waren zich daarvan bewust, maar het kwam niet tot gevechten omdat op 5 mei 1945 Befehlshaber der Festung Holland Blaskovitz capituleerde.
Op 8 mei 1945 beleefde Cieremans dodelijk vermoeid zijn tweede bevrijding en hij keerde in een depressie over zoveel ellende vertraagd terug naar zijn Londense homestation, waar hij overigens uitstekend werd ontvangen. Hij was met zeven maanden actie een van de agenten die het langste te velde waren gebleven.
Begin augustus 1945, kort na de atoombommen op Japan, ging hij op verzoek van onder meer de toenmalige Minister van Oorlog Jo Meynen tezamen met een klein aantal collega-agenten en andere Nederlandse vrijwilligers naar camp 136 bij Colombo op Ceylon (nu Sri Lanka), om van daaruit in groepjes te worden geparachuteerd op verschillende plekken in Nederlands-Indië. De bedoeling was de recente Japanse overgave te bestendigen en de Nederlanders in de jappenkampen te ondersteunen.
Cieremans, toen luitenant, had het bevel over 20 militairen, waaronder Bob Vree, zijn radio-operator uit het Verzet. Hun missie kwam echter niet tot uitvoering.
Slechts enkele van de missies werden, overigens met veel succes, wel uitgevoerd. Lord Louis Mountbatten stak er echter een stokje voor omdat Engeland niet wilde dat Nederland in zijn eigen kolonie mee zou doen als geallieerde partner.
Uiteindelijk mochten de overbodig geworden vrijwilligers op eigen gelegenheid reizen naar een plaats ter wereld naar keuze waar zij konden demobiliseren, voor de rest van hun leven vrijgesteld van militaire dienst. Het eerste naoorlogse Kerstfeest werd door de meesten in Nederland gevierd.
Cieremans had geen verdere militaire aspiraties. Toen hem later werd gevraagd als majoor deel te nemen aan de strijd in Indonesië, wees hij dat af.

## Na de oorlog
Cieremans had na de oorlog al spoedig een eigen internationale onderneming: fabricage, assemblage en verkoop van schrijfwaren en kantoorartikelen zoals Reynolds balpennen, Clipper nietmachines en dergelijke. Rond zijn 55e jaar verkocht hij zijn zaak, toen dat mogelijk werd. Zijn verdere werkzame leven heeft hij besteed aan vrijwilligerswerk in diverse sectoren zoals voorzitter van Haagse Jeugdactie Haja en bestuurslid van Schilderkundig Genootschap Pulchri Studio. 
Hij hield nog wel zijdelings bezig met inlichtingenwerk, soms achter het IJzeren Gordijn, samen met zijn tweede vrouw, de kunstschilderes Minka van Steenbergen, en tijdens een wereldreis ook in het China van Mao. Zij werkten van 1982 tot 1994 samen aan zijn boek: 'De ene voet voor de andere, een verhaal van een Engelandvaarder die geheim agent werd', maakten veel van zijn reizen opnieuw en zochten in diverse landen overlevenden op. De familie telde veel kinderen, kleinkinderen en achterkleinkinderen.
Het echtpaar woonde sedert de jaren 90 in de Franse Alpen.
Maarten Cieremans overleed uiteindelijk op 92-jarige leeftijd in zijn pied-à-terre te Wassenaar.

## Onderscheidingen
- Bronzen Leeuw, uitgereikt in Den Bosch door Koningin Wilhelmina op 2 augustus 1946; ook aan geheimagenten J. Grün, P. de Vos, Gerard Benjamin du Celliée Muller, J. R. Hinderink en P. Polak (hij heette later Peters).
- Kruis van Verdienste, toegekend per codetelegram terwijl te velde
- King's Medal for Courage in the Cause of Freedom, uitgereikt door de Britse Ambassadeur in Den Haag op 23 oktober 1948
- Een schriftelijke dankbetuiging van president Eisenhower en een "Welcome to the U.S.A." met erbij de Medal of Freedom
- Diverse Nederlandse en Britse campaignmedals, zoals Oorlogsherinneringskruis, Verzetsherdenkingskruis, France-Germany Star, Italy Star